# Insula Sacalin
Insula Sacalin este o insulă nou formată, în Marea Neagră, la mică distanță de coasta românească, în dreptul brațului Sfântu Gheorghe al Deltei Dunării. Inițial Insula Sacalin era formată din două insule mai mici: Sacalinu Mare și Sacalinu Mic, însă cu timpul cele două s-au unit prin înnisipare și au format o singură insulă. Complexul Scalin-Zătoane (21.410 ha) este arie de protecție specială în cadrul Rezervației Biosferei Delta Dunării și este important ca loc de cuibărit pentru 14 specii de păsări: lebede, păsări limicole (adăpostește cea mai mare colonie de chire de mare din cadrul rezervației) și este loc de premigrație și migrație pentru circa 100 specii.
Prima menționare a insulei Sacalin, cu un singur nucleu, a fost într-o hartă rusească întocmită în anul 1771 în timpul confruntărilor cu Imperiul Otoman pentru impunerea supremației la gurile de vărsare a Dunării în Marea Neagră. Sub egida Comisiunii Europene a Dunării, în anul 1856 căpitanul Thomas Spratt a realizat o nouă hartă, în care insula Sacalin apărea cu două nuclee submerse. În anul 1924, cercetătorii români au efectuat noi măsurători și au constatat că lungimea insulei a ajuns la 10 kilometri, pentru ca în 2015, lungimea să fie de 19 kilometri.

## Rezervație a biosferei
Guvernul României a declarat zona rezervație a biosferei și a interzis popularea insulei, încă din  anul 1938. În prezent este interzis și accesul turiștilor.
Pe insulă trăiesc o mare varietate de păsări, mamifere și reptile. Aici se regăsesc cele mai mari colonii de chire de mare și pelicani creți, insula fiind principala zonă de cuibărit, hrănire și iernare a acestor specii. Pe insulă au fost recenzate 229 de specii de păsări. În apele insulei se găsesc pești rari, sturioni, dar și plante rare, cum ar fi varza de mare și canarul bălții. 
Există două zone unde se produce avansarea Deltei în mare. Una pornește de la Sfântu Gheorghe spre Insula Sacalin și probabil că în zece ani se va închide, formând un nou lac, iar alta este la nord de Sulina. 